# Tunnel (agricoltura)
In agricoltura, un tunnel è una protezione utilizzata per realizzare colture protette. I tunnel sono protezioni in materiale plastico trasparente che hanno lo scopo di fornire riparo alle colture in periodi dell'anno non favorevoli dal punto di vista meteorologico allo sviluppo di determinate specie orticole, consentendone la coltivazione per un periodo più prolungato. Nelle coltivazioni sotto tunnel, generalmente il terreno viene a sua volta protetto con pellicole di polietilene, forate in modo opportuno per il passaggio delle piante coltivate (tale protezione del terreno è chiamata pacciamatura).